# ولاية صور
تعتبر ولاية صور أهم ولاية في المنطقة الشرقية بسلطنة عمان، وهي عاصمتها الإقليمية، وتقع على بعد 150 كم جنوب شرق العاصمة مسقط.
اشتهرت صور قديماً ولا تزال بصناعة السفن البحرية والصيد والنقل البحري، ولها تاريخ بحري طويل. يطل عليها البحر من جهة الشرق وهي تقع في أقصى الشرق من عمان. يحسب لها موقعها الجغرافي وتعدد مناطقها وأجمل منطقة بها منطقة العيجة التي تعتبر منارتها من أقدم المنارات البحرية في السلطنة لإرشاد السفن للرسو على الشاطئ.

## تعريف
صور (بالإنجليزية: Sur)‏ وهي إحدى الولايات في سلطنة عمان، اشتهرت ولاية صور في عرض المحيطات وعلى طول شواطئ الخليج وجنوب أفريقيا وشبه القارة الهندية وآسيا وحملت سفن (الغنجة والبغلة) الصورية اسم عمان في عرض البحار والمحيطات وبقيت صور على مدى آلالف السنين تعيش على مهاراتها في الإبحار والتجارة وجرأتها وأحواض بناء السفن فيها وأساطيلها الشراعية التي سيطرت على التجارة في مياه الخليج وما ورائها وهيمنت أجيال من التجار الكبار على هذه التجارة وما يزال أحفاد العائلات الكبيرة والغنية يديرون بعضا من أكبر المؤسسات والشركات العمانية ومن تنوع الأعمال والأنشطة اللازمة لتلبية احتياجات البلد ومستقبله فلم يعد نشاطهم مقصورا على التجارة فقط.

## الموقع
تقع ولاية صور في الجانب الشمالي للساحل الشرقي من السلطنة، تنحصر من جهة الشرق بين بحر العرب من جانب وبحر عمان من جانب آخر، ومن الجهة الغربية تجاورها ولاية وادي بني خالد، ومن الشمال ولاية قريات التابعة لمحافظة مسقط، وجنوباً تجاورها ولايات الكامل والوافي وجعلان بني بو علي وجعلان بني بو حسن. وهي تمتد من رأس الحد شرقاً إلى جبال بني جابر غرباً، ومن طيوي شمالاً إلى الفليج جنوباً. يبلغ عدد سكانها حوالي 64 ألف و 988 نسمة، يقطنون 112 قرية ومدينة.

## صور عبر التاريخ

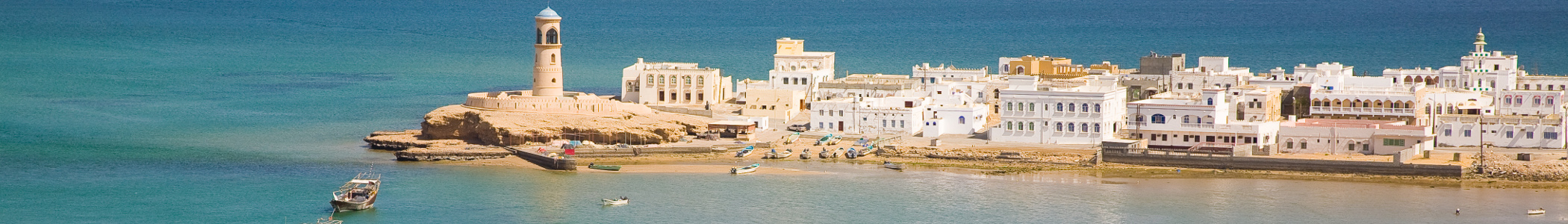

يصفونها بأنها درة الساحل الشرقي للسلطنة، وقد كانت منفذاً رئيسياً للتجارة والأسفار من خلال إسطولها الذي لعب دوراً تاريخياً هاماً في الحركة التجارية. وربما لكونها بوابة عُمان الشرقية وملتقى تاريخي للطرق البحرية فقد اتخذها مالك بن فهم الأزدي العماني عاصمة لمملكته عام 2500 قبل الميلاد، حيث أصبحت قلهات مركزاً حضارياً مهماً ازدهرت من خلاله ولاية صور قديماً، والتي هي مستوطنة فينيقية أقام الفينيقيون – على غرارها – مدينة تحمل نفس الاسم في الجنوب اللبناني ببلاد الشام.

## رأس الحد
تقع نيابة رأس الحد بولاية صور ومطلة على البحر، ويمكن الوصول إليها عبر منطقة العيجه فهي حامية طبيعية للسفن الشراعية عند هبوب العواصف حيث خوري الحجر وجراما. وهي منطقة تتميز بمدخلها المتعرج. مما جعلها مكاناً ملائماً لإنشاء مطار أيام الحرب العالمية الثانية ليكون ملجأ تلوذ به الطائرات عند الحاجة للحماية. ولا تزال معالم هذا المطار واضحة حتى الآن. وتعد محمية السلاحف الطبيعية بنيابة رأس الحد أحد المشروعات الهامة لحماية الكائنات البحرية، وقد صممت من أجل الحفاظ على هذه الثروة النادرة ليس على المستوى الوطني فقط وإنما على المستوى العالمي.

## المعالم الأثرية
من أبرز القلاع في ولاية صور قلعة الرفصة ، بناها أبناء قبيلة المشارفة وكانت مستخدمة قديماً لحراسة البوابة الرئيسية لمدخل الولاية من الطريق البري، حتى إن سلسلة حديدية وضعت عليها لتوقيف الداخل إليها أو الخارج منها لأغراض الأمن والحراسة، وقت تم ترميم هذه القلعة مؤخراً من قبل وزارة التراث القومي والثقافة. ويعتبر حصن بلاد صور من أهم الحصون في الولاية، حيث كان سابقاً مقراً للوالي ومكاناً للاحتفال بالأعياد والمناسبات. وقد تم ترميمه أيضاً. وهناك حصون أخرى منها حصن سنيسلة، وحصن رأس الحد، وحصن سكيكره، وحصن بن مقرب وقلعة العيجه التاريخية، وعدد من الأبراج التي تتوزع فوق الجبال منها أبراج جبل الفوارس وبرجي سكيكره وأبراج صور الساحل والعيجه وبلاد صور.

## المعالم السياحية

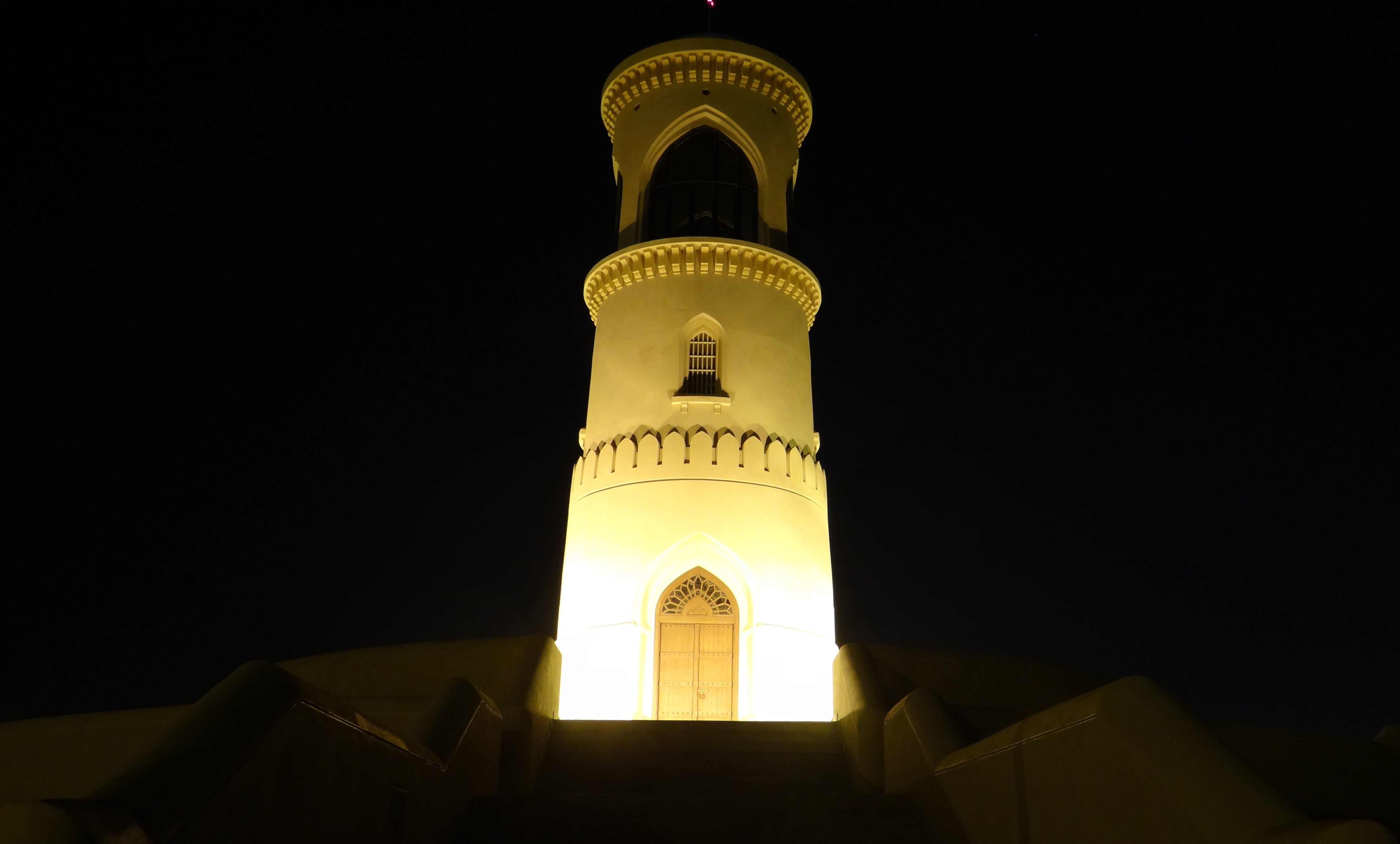
صورة ليلية لمنارة راس الميل بمنطقة العيجه

تمثل العيون والأفلاج والكهوف معالم سياحية لولاية صور حيث توجد بها بعض العيون الصغيرة في المناطق الجبلية، وهي مستخدمة لري بعض المزروعات. كما يوجد بها 102 فلجاً تجري مياهها ويستخدمها أهالي الولاية لمختلف أغراضهم المعيشية. ويوجد بها كهفي مغارة العيص وجرف منخرق. ومن معالمها أيضاً وادي شاب بنيابة طيوي والذي يعد من الأودية الخصبة وهو مركز جذب سياحي.
```
كما يوجد بها منارة رأس الميل بمنطقة العيجه وهي مزار سياحي مهم، وهناك منطقة 
قلهات
 التاريخية ومعلم بيبي مريم.
```

## الحرف والصناعات التقليدية

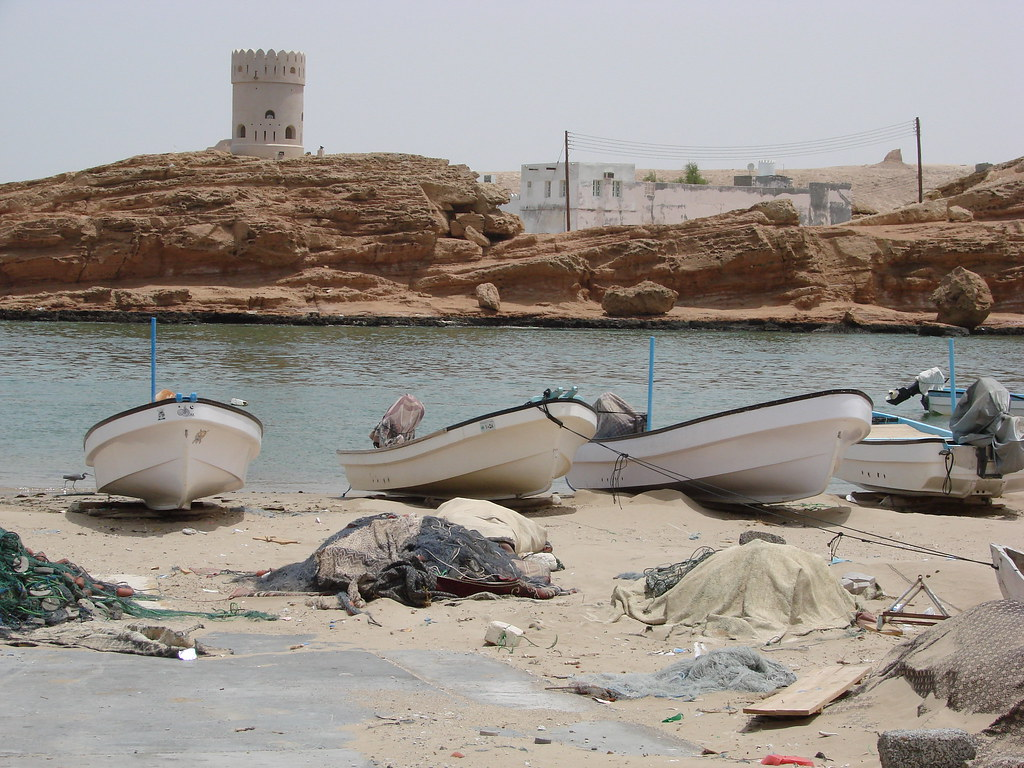
قوارب صيد على شاطئ ولاية صور

يمثل : صيد الأسماك، النسيج، الحدادة، الصياغة، السعفيات، النجارة، صناعة الحلوى جانباً من الحرف التقليدية الهامة في الولاية. ومن صناعاتها التقليدية أيضاً : السفن الشراعية بكافة أحجامها وأنواعها، ومن أبرزها سفينة الغنجة التي تتخذ منها ولاية صور شعاراً لها، والتي انتقلت صناعتها من صور إلى بعض الدول الخليجية وأصبح إسمها البغلة في الكويت مثلا، وللحفاظ على هذه الصناعة المتوارثة، أنشأت وزارة التراث القومي والثقافة بالولاية ورشة تقوم بصنع نماذج للسفن العُمانية القديمة بمختلف أنواعها، وهناك أيضاً صناعة الأبواب القديمة بمختلف أنواعها – وكذلك صياغة وصناعة الخناجر والحلي النسائية القديمة والحديثة على السواء، فضلاً عن صناعة النسيج وأهمها : الأزار السباعية – الشوادر – والحصر العمانية.

## الخدمات الحكومية

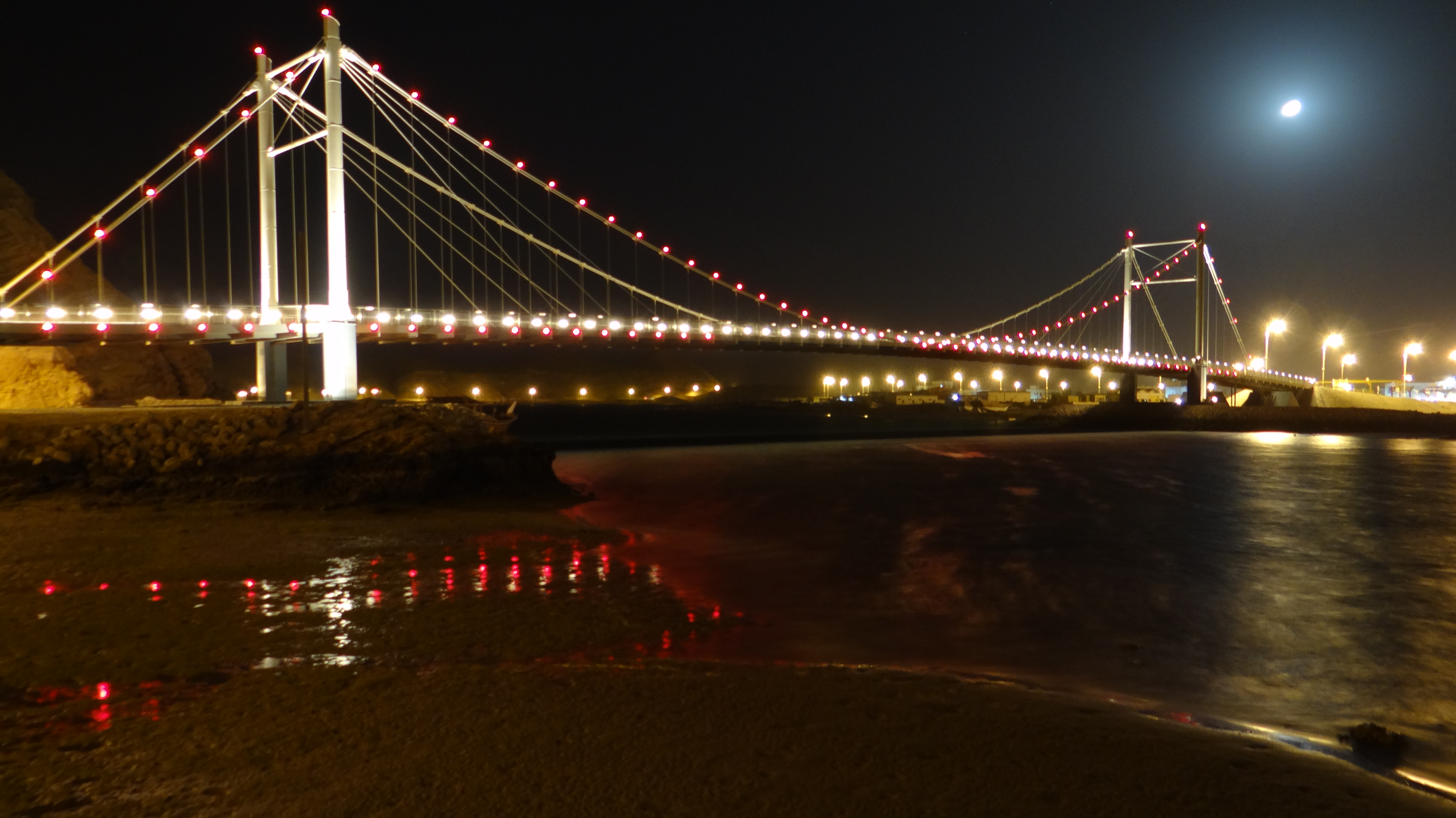
صورة ليلية لجسر خور البطح بمنطقة العيجة

وقد نالت صور حصة وافرة من الخدمات المتطورة والمنجزات العصرية بما يتناسب ومكانتها باعتبارها واحدة من الولايات الكبرى في السلطنة، وقد شملها مشروع تطوير المدن والحواضر العمانية حيث تم رصف وتعبيد وإنارة وتجميل الطرق الرئيسية بالولاية، بالإضافة إلى تطوير الأسواق وأعمال البستنة، وإنشاء الملاعب والحدائق العامة، وشبكة الصرف الصحي إلى جانب مشروعات التجميل الأخرى. وفي مجال الرعاية الصحية، هناك مستشفى صور المركزي، ومستشفى صور التخصصي والذي يتسع لحوالي 240 سريراً، وهناك أربعة مراكز صحية وكذلك معهد للتمريض. وفي مجال الخدمات التعليمية، توجد حالياً 26 مدرسة تتنوع ما بين البنين والبنات وتغطي احتياجات مواطني الولاية في المراحل الثلاث. إلى جانب كلية للعلوم التطبيقية ومعهد للتدريب المهني. كما يوجد ميناء الصيد البحري ومركز الإحصاء والإرشاد السمكي ويوجد عدد من فروع البنوك التجارية، إضافة إلى فرع بنك الإسكان العماني. وتنتشر في ولاية صور 26 مؤسسة حكومية ما بين مديريات عامة وإدارات وجميعها تعمل على توفير كافة الخدمات المركزية لسكان الولاية ومحافظة الشرقية ، في عام 2011 تم افتتاح أول جسر معلق في سلطنة عمان والخليج العربي وهو جسر خور البطح بمنطقة العيجة.

## الرياضة
يوجد في الولاية مجمع شبابي يخدم كل أندية المنطقة الشرقية في مختلف الأنشطة الرياضية والثقافية. ويوجد في ولاية صور ثلاثة أندية كبيرة وعريقة، هي نادي الطليعة الذي تأسس في عام 1962، ونادي العروبة الذي تأسس في عام 1970، ونادي صور الذي تأسس في عام 1972.

## والي صور
مسلم بن سعيد بن راشد المحروقي.

## المواصلات

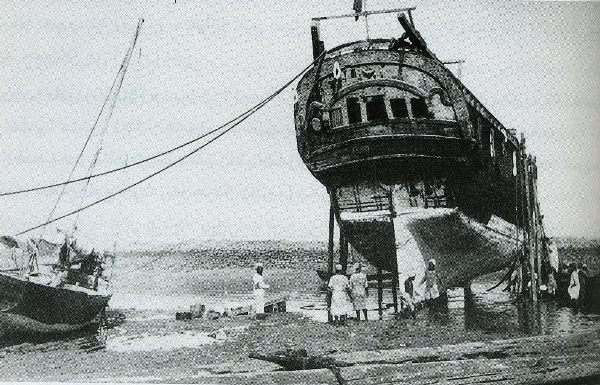

كانت ولاية صور أهم الولايات التي استخدمت السفن في التجارة ومن أهم الرحلات إلى الهند والصين وشرق أفريقيا.

## معرض صور

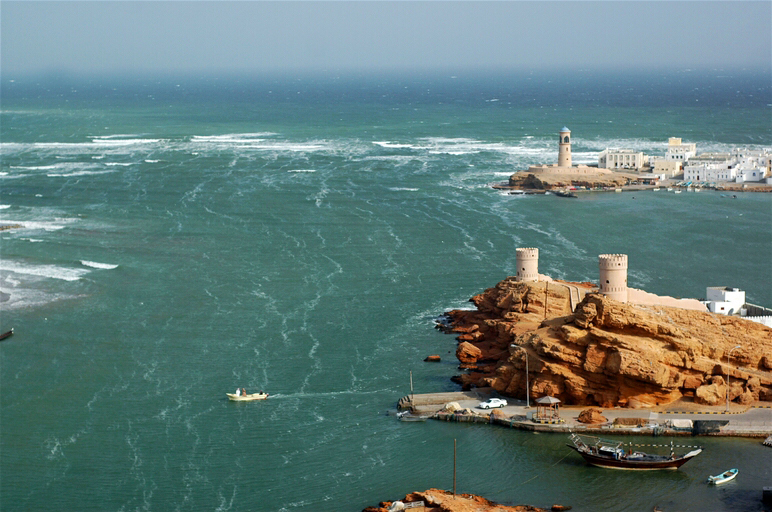
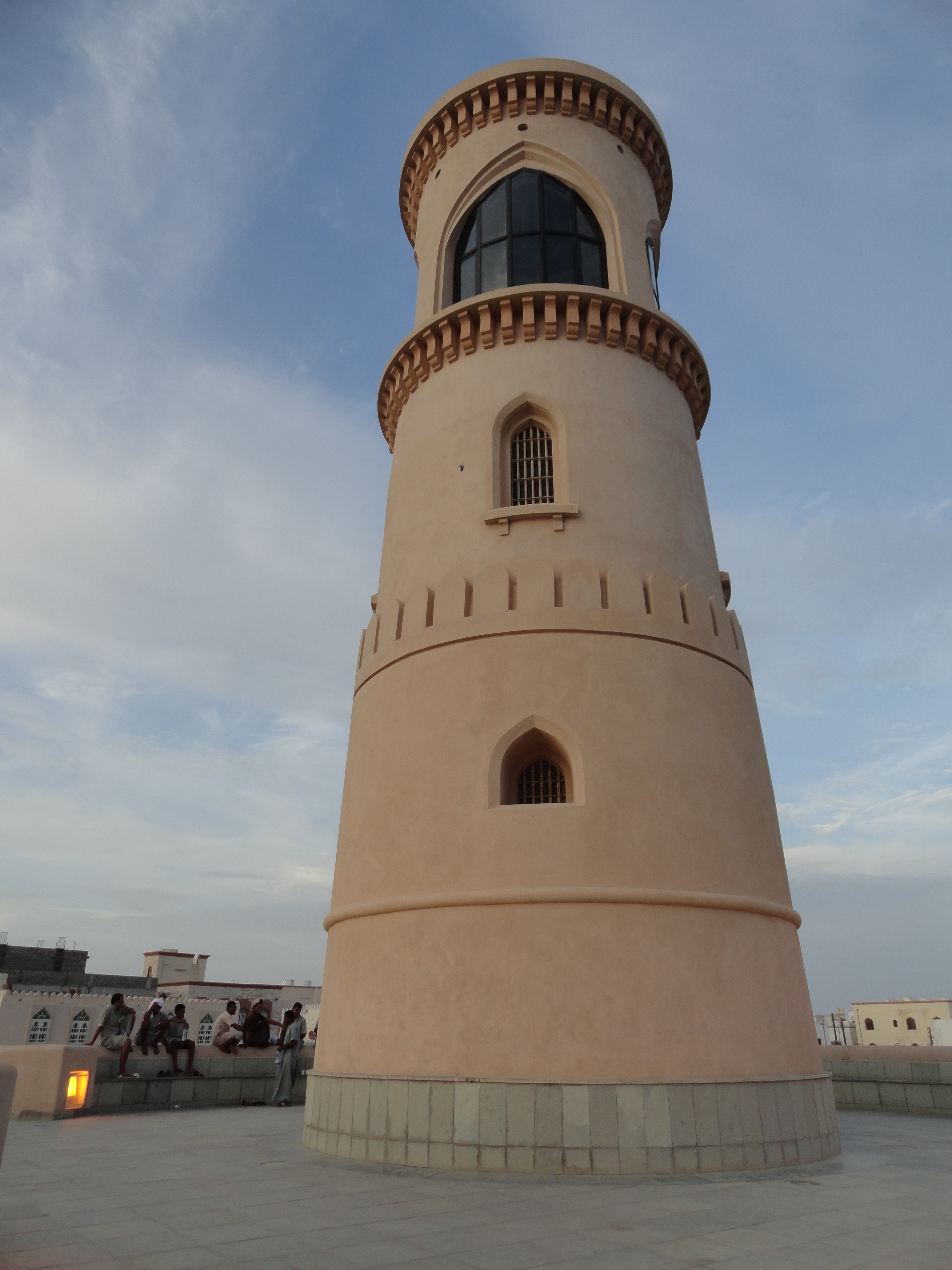
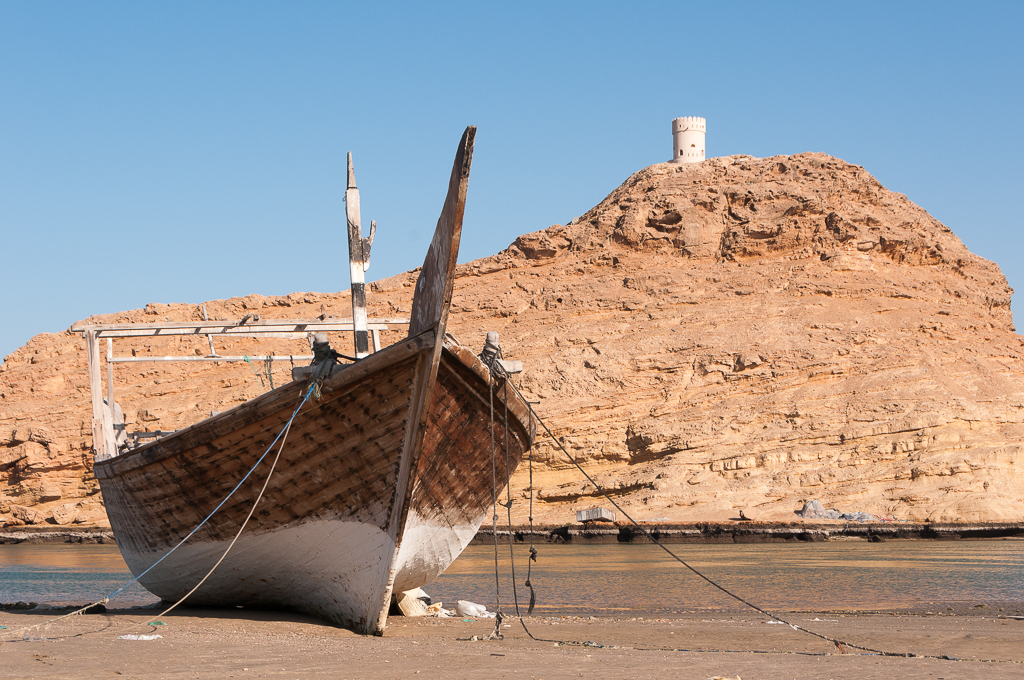
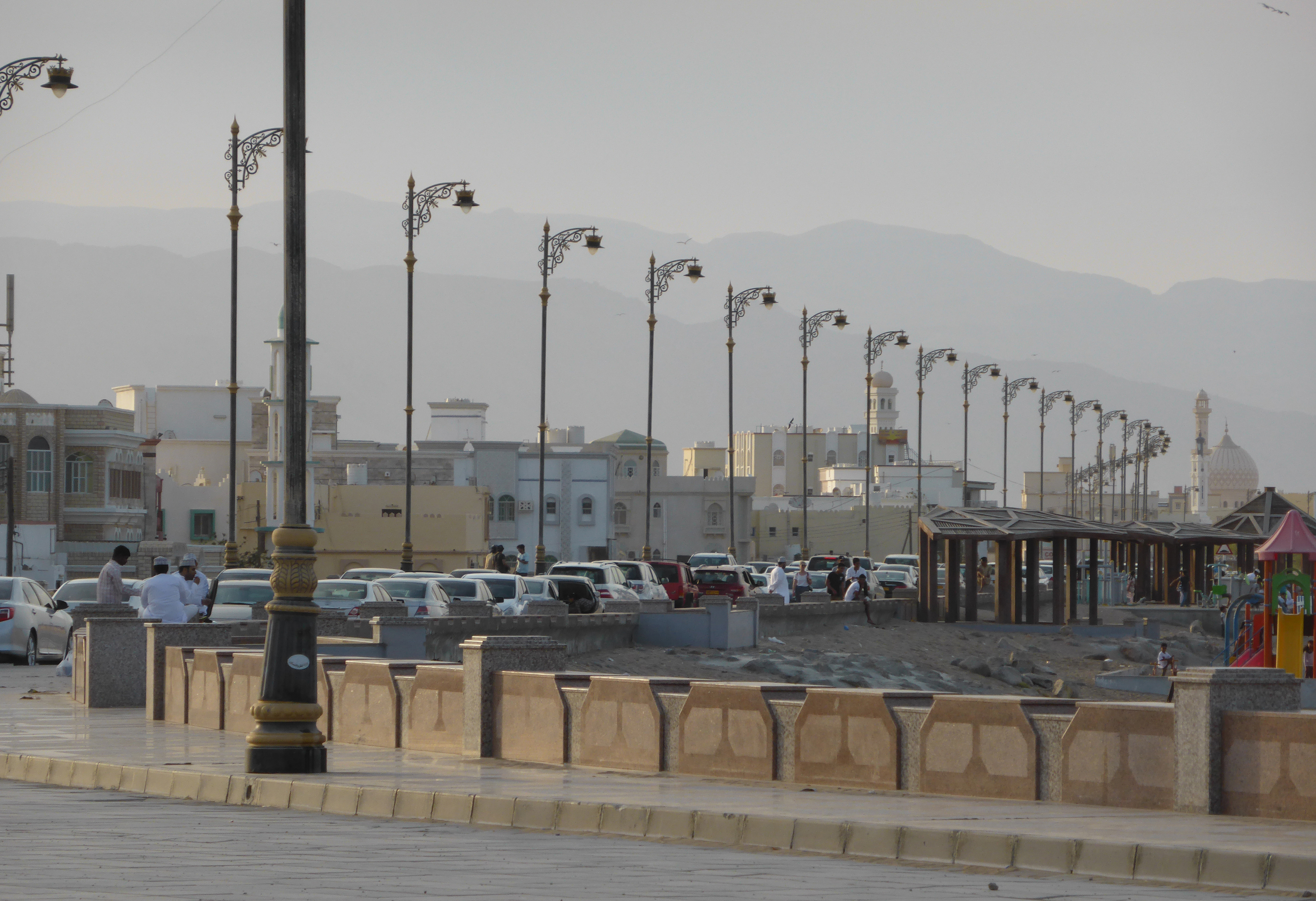

## وصلات خارجية
- النتائج النهائية للتعداد العام للسكان والمساكن والمنشآت 2010
- رابط بالمعلومات التفصيلية للمنطقة الشرقية
- صور